# ТЕС Янбу 1
23°58′29″ пн. ш. 38°12′49″ сх. д. / 23.97472° пн. ш. 38.21361° сх. д.
ТЕС Янбу 1 — теплова електростанція на західному узбережжі Саудівської Аравії.
В 1982 році на майданчику станції ввели в експлуатацію вісім газових турбін потужністю по 56,2 МВт. В 1999-му в тому ж залі запустили ще одну газову турбіну потужністю 68,7 МВт. Відпрацьовані цими турбінами гази живлять п’ять котлів-утилізаторів, пара яких використовується для опріснення води. 
В якийсь момент у складі комплексу з’явились три перші парові турбіни . Зокрема, відомо, що у 1999-му компанія Ansaldo постачила парову турбіну потужністю 138 МВт. В 2007-му комплекс доповнили ще однією паровою турбіною потужністю 138,8 МВт (станційний номер ST4), а в 2012-му стали до ладу дві парові турбіни з показниками по 275 МВт (станційні номери ST5 та ST6).
Станом на 2022 рік станція могла щоденно продукувати 148 тис м3 прісної води, що забезпечували три лінії з технологією багатостадійного випаровування (Multi Stage Flash), дві лінії баготоступеневої дистиляції (MED) та одна лінія зворотного осмосу. При цьому в 2016-му після запуску ТЕС Янбу 2 були виведені з експлуатації шість найбільш старих опріснювальних ліній сукупною продуктивністю 55 тис м3 на добу та 3 парові турбіни (станційні номери ST1, ST2 та ST3).
На момент запуску першої черги станція могла використовувати лише нафтопродукти, проте в подальшому на червономорське узбережжя по трубопроводу Схід – Захід почав надходити природний газ, що став основним паливом для газових турбін. Що стосується парових турбін, то вони працюють за рахунок спалювання нафти.
Для охолодження використовується морська вода.
Видача електроенергії відбувається по ЛЕП, що працюють під напругою 380 кВ та 115 кВ.